# Tiago Fernandes
Tiago Fernandes (Maceió, 29 de Janeiro de 1993) é um ex-tenista profissional brasileiro. Foi o primeiro tenista brasileiro a vencer um Grand Slam juvenil em simples e o primeiro brasileiro a liderar o ranking mundial juvenil de tênis.
Sem nunca ter disputado um torneio profissional a nível de ATP ou superior, nem conseguir resultados relevantes no tênis profissional, anuncia em agosto de 2014 seu afastamento dos torneios profissionais.

## Biografia

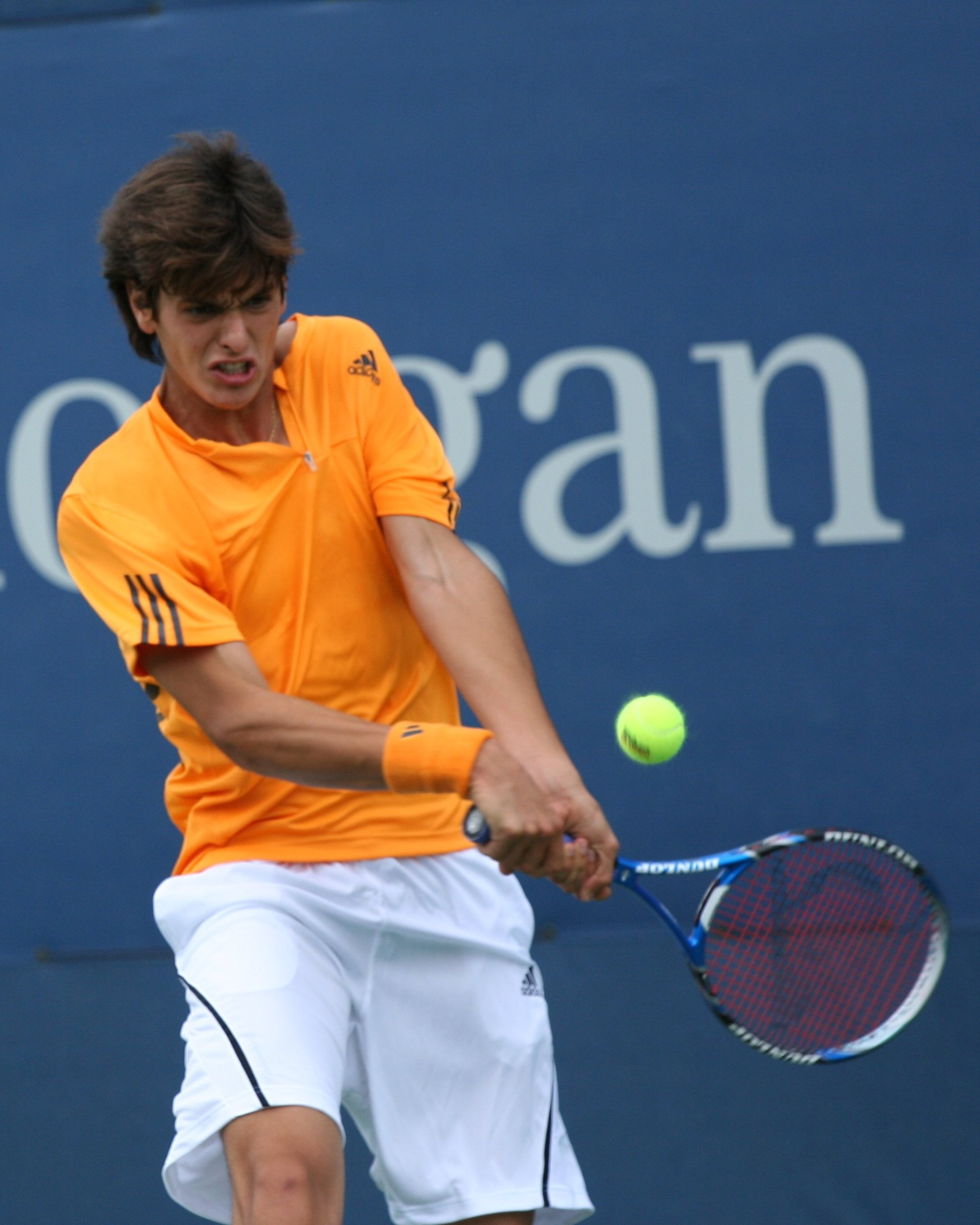
Aberto dos Estados Unidos Juvenil de 2009.

Nascido em Maceió, o jovem deu um passo à frente na carreira em janeiro de 2008, quando deixou a família em Alagoas e se mudou para Balneário Camboriú, para treinar no Instituto Larri Passos. Em 2013 passou a treinar no Itamirim tênis clube em Itajaí - SC, com Marcos Daniel e Patrício Arnold.
Em 2009 chegou as quartas de finais US Open, na categoria juvenil, e em 2010 se tornou o primeiro brasileiro a vencer um torneio juvenil de Grand Slam, o Aberto da Austrália.
Em 29 de março de 2010, Tiago Fernandes chegou ao posto de nº 2 do mundo no ranking juvenil.
Em 26 de abril de 2010, chega à liderança do ranking mundial juvenil, sendo o primeiro brasileiro a atingir tal feito.
Em 03 de agosto de 2010, ganhou sua primeira partida na disputa de um torneio nível Challenger, em Pequim.
Em 10 de abril de 2011, obteve seu primeiro grande resultado em um torneio como jogador profissional, chegou na final de um Challenger e ficou com o vice após desistir da decisão devido a dores. 
Em maio de 2013 conquista seu primeiro título como profissional, ao vencer o Torneio Future de Antalya, na Turquia.

## Evolução do ranking de simples
Posição na última semana de cada ano:
| Ano  | Ranking |
| ---- | ------- |
| 2009 | 953°    |
| 2010 | 579°    |
| 2011 | 464°    |
| 2012 | 638°    |
| 2013 | 547º    |

## Circuito profissional

### Simples 2 (1-1)
| Legenda               |
| --------------------- |
| ATP Challengers (0–1) |
| ITF Futures (1–0)     |

| Títulos por piso |
| ---------------- |
| Duro (1–1)       |
| Saibro (0–0)     |
| Grama (0–0)      |
| Carpete (0–0)    |

| Resultado | No. | Data               | Torneio                       | Piso | Adversário da final | Placar    |
| --------- | --- | ------------------ | ----------------------------- | ---- | ------------------- | --------- |
| Finalista | 1.  | 4 de abril de 2011 | Recife, Brasil                | Duro | Tatsuma Ito         | W/O       |
| Campeão   | 1.  | 5 de maio de 2013  | Turquia F17, Antalya, Turquia | Duro | Jules Marie         | 7/5 e 6/3 |

### Duplas 6 (1-5)
| Legenda           |
| ----------------- |
| ITF Futures (1–5) |

| Títulos por piso |
| ---------------- |
| Duro (0–2)       |
| Saibro (1–3)     |
| Grama (0–0)      |
| Carpete (0–0)    |

| Resultado | No. | Data                    | Torneio                 | Piso   | Parceiro           | Adversário da final                            | Placar              |
| --------- | --- | ----------------------- | ----------------------- | ------ | ------------------ | ---------------------------------------------- | ------------------- |
| Finalista | 1.  | 3 de agosto de 2009     | Brasil F13, Brasil      | Saibro | André Baran        | Mauricio Doria-Medina Gaston-Arturo Grimolizzi | 4-6, 1-6            |
| Finalista | 2.  | 17 de agosto de 2009    | Brasil F15, Brasil      | Saibro | Bruno Semenzato    | Marc Auradou Leonardo Kirche                   | 4-6, 4-6            |
| Finalista | 3.  | 11 de outubro de 2010   | Brasil F28, Brasil      | Saibro | Bruno Semenzato    | Christian Lindell Fabricio Neis                | W/O                 |
| Finalista | 4.  | 4 de março de 2013      | Turquia F9, Turquia     | Duro   | Eduardo Dischinger | Wan Gao Peng Gao                               | 4-6, 4-6            |
| Finalista | 5.  | 23 de setembro de 2013  | Grécia F12, Grécia      | Duro   | Sam Barry          | Kevin Griekspoor Scott Griekspoor              | 7-6(7-5), 3-6, 5-10 |
| Campeão   | 1.  | 16 de fevereiro de 2014 | Argentina F3, Argentina | Saibro | Bruno Sant'Anna    | Valentin Florez Patricio Heras                 | 7-5, 6-1            |

## Circuito juvenil

### Simples 1 (1-0)
| Resultado | No. | Data                  | Torneio                    | Piso | Adversário da final | Placar   |
| Campeão   | 1.  | 30 de janeiro de 2010 | Australian Open, Austrália | Duro | Sean Berman         | 7-5, 6-3 |

## Patrocinadores
- Commons

- Taroii Investment Group
- Correios do Brasil
- Banco do Brasil
- Governo Federal